# Industrial metal
Industrial metal is een muziekstijl gebaseerd op het oudere industrial en het nieuwere metal. Ministry, White Zombie en Godflesh kwamen als eerste met een metalgenre op de proppen waarbij ook andere muzikanten dan de klassieke gitarist(en), bassist, drummer en zanger(es) aanwezig waren. Van deze drie groepen was het White Zombie dat het meeste mainstream invloed had. Later spande Ministry de kroon met hun geluid dat met elk album steeds ruiger werd.
Deze groepen gingen keyboards en samples op de achtergrond als extra element gebruiken. Door de jaren heen is dat element meer naar de voorgrond gekomen in de industrial metal, en tegenwoordig zijn er zelf bands met meerdere keyboardspelers die als hoofd-ingrediënt in de groep horen. Vanuit de andere richting waren er ook industrial-groepen zoals KMFDM en die Krupps die de gitaar een plaats in hun muziek gaven. Gezamenlijk gaf dit daardoor een metalgenre met een duidelijke jaren 1980 techno-invloed. Kenmerkend voor het genre zijn Duitstalige teksten en distopia-lyrics.
Een van de bekendste voorbeelden van industrial metal is de Duitse band Rammstein.

## Bands en artiesten
| - Deathstars - Die Krupps - Eisbrecher - Fear Factory - Godflesh - Gothminister - The Kovenant | - Marilyn Manson - Megaherz - Ministry - Oomph! - Pain - Psyclon Nine - Rammstein | - Rob Zombie - Samael - Static-X - Terminal Choice - Till Lindemann - Turmion Kätilöt - White Zombie |